# Acrylnitril
Acrylnitril (IUPAC-Nomenklatur: Prop-2-ennitril) ist das Nitril der Acrylsäure. Es ist das einfachste ungesättigte Nitril.

## Technische Herstellung
Acrylnitril wird im Sohio-Verfahren hergestellt, einer katalytisch gesteuerten Umsetzung von Propen mit Ammoniak und reinem Sauerstoff. Die Reaktion wird auch als Ammonoxidation von Propen bezeichnet. Dabei entsteht unter Abspaltung von Wasser Acrylnitril mit Acetonitril und Blausäure als Nebenprodukten. Der Katalysator ist ein Gemisch aus Eisen, Bismut und Molybdän.

## Verwendung
Acrylnitril dient als Ausgangsstoff für die Herstellung von Acrylsäure, Acrylestern und Acrylamid. Außerdem ist es eine Komponente für Klebstoffe, Antioxidantien, Emulgatoren und Lösungsmittel. Die wichtigste Verwendung von Acrylnitril ist die Polymerisation zu Polyacrylnitril und anderen Copolymeren (Acrylnitril-Butadien-Styrol (ABS), Styrol-Acrylnitril (SAN), Acrylnitril-Butadien-Kautschuk (NBR) und Acrylester-Styrol-Acrylnitril (ASA)). In organischen Synthesen wird er zur Cyanethylierung genutzt.

## Emissionsmessung
Die Emissionsmessung von mit Acrylnitril beladenem Abgas erfolgt in der Regel gaschromatographisch. Die Probenahme kann mittels Gassammelgefäß oder Absorption in tiefkalten Lösemitteln erfolgen. Der Entwurf einer VDI-Richtlinie, welche die Messung von Acrylnitril durch Adsorption an Aktivkohle und Desorption durch Dimethylformamid beschreibt, wurde 2004 zurückgezogen.